# Aconcio

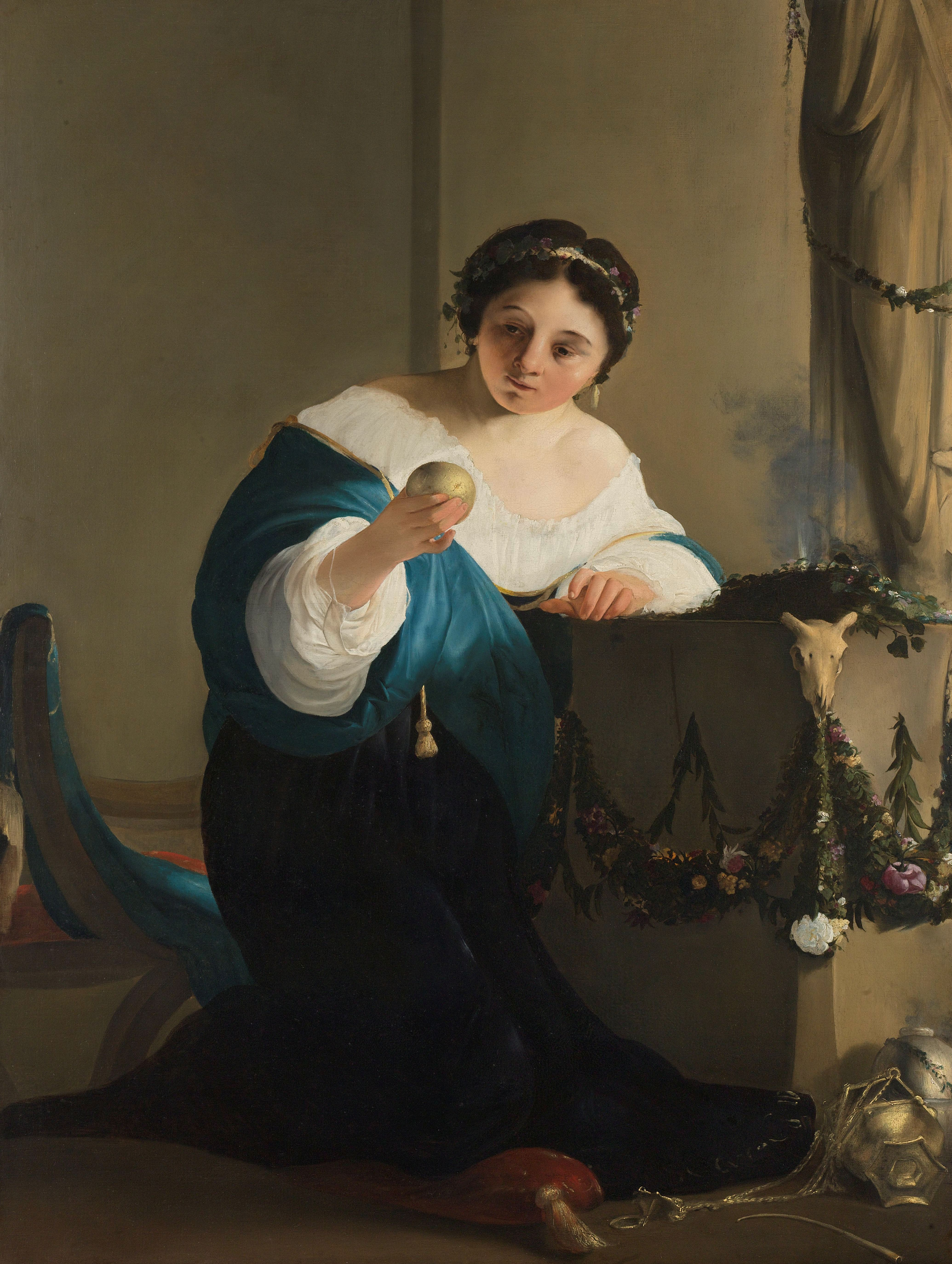
Cídipe con la manzana de Aconcio, arrodillada ante un altar decorado con festones y guirnaldas, frente al cual hay un quemador de incienso.

Aconcio es un personaje literario griego, famoso por la treta con la que consiguió casarse con la dama Cidipe. 
Tras haber fracasado en su cortejo, escribió en una manzana la siguiente frase: Juro por Artemisa (o Diana) ser esposa de Aconcio, y la arrojó en un lugar en donde la joven pudiese verla. Cidipe leyó en alto tal frase ante el altar de la Diosa, por lo quedó comprometida.

## Frase proverbial
De este episodio nació el proverbio Aconcio y Cídipe, que hace referencia a la eficacia de una estrategia similar. 